# Schulman Show
Schulman Show var ett webb-TV-program på aftonbladet.se som leddes av Alex Schulman. Programmet hade premiär 30 oktober 2009 och det sista programmet sändes den 20 december 2013. Under 2012 sändes webb-TV-programmet även i Kanal 5, något som bara skedde två säsonger. 18 november 2013 meddelade Aftonbladet att programmet ska läggas ner efter den då pågående nionde säsongen.
Programmet är uppbyggt som en talkshow där programledaren Alex Schulman talar med två paneldeltagare. Dessa varierade under programmets sändningsperiod, bland panelisterna återfanns Ann Söderlund, Hanna Widell, Malin Gramer, Cecilia Blankens och Markus Larsson. I varje program deltog minst en gäst som oftast välkomnades in till en av Alex Schulmans egenskrivna beundrartexter. Från höstsäsongen 2013 var Markus Larsson ensam panelist vid sidan av Alex Schulman och veckans gäst. I det första avsnittet medverkade bland andra Bingo Rimér på livelänk. Återkommande inslag i programmet var "dödslöpsleken", "tvångsfrågan" och videoklipp, tagna från Youtube.
Samtalsämnena var aktuella nöjeshändelser och virala fenomen. Programmen hade mellan 350 000 och 500 000 tittare, vilket gör det till det svenska genombrottet för webb-tv. Det framfördes dock kritik då tittare har blivit "länkade" till showen från Aftonbladets hemsida, där man länkat videoklipp till den show där klippet finns.

## Avsnitt

### Säsong 1
Sändes hösten 2009
1. Gäst: Carolina Gynning Sändningsdatum: 30 oktober 2009
2. Gäst: Filip Hammar Sändningsdatum: 6 november 2009
3. Gäst: Andreas Carlsson Sändningsdatum: 13 november 2009
4. Gäst: David Hellenius Sändningsdatum: 20 november 2009
5. Gäst: Robert Aschberg, Jackie Ferm Sändningsdatum: 27 november 2009
6. Gäst: Linda Rosing Sändningsdatum: 4 december 2009
7. Gäst: Jan Guillou Sändningsdatum: 11 december 2009
8. Gäst: Martin Stenmarck, Petra Mede (istället för Markus) Sändningsdatum: 18 december 2009
9. Gäst: Renée Nyberg, Calle Schulman (istället för Ann) Sändningsdatum: 15 januari 2010
10. Gäst: Adam Alsing, Jan Helin Sändningsdatum: 22 januari 2010
11. Gäst: Felix Herngren Sändningsdatum: 2010

### Säsong 2
Sändes våren 2010
1. Gäst: Åsa Waldau Sändningsdatum: 2010
2. Gäst: Andreas Johnson, Annika Lantz Sändningsdatum: 2010
3. Gäst: Darin, Lisette Schulman (istället för Markus) Sändningsdatum: 2010
4. Gäst: Anna Anka Sändningsdatum: 2010
5. Gäst: Maria Montazami, Gudrun Schyman, Josefin Crafoord (istället för Ann) Sändningsdatum: 5 mars 2010
6. Gäst: Bert Karlsson, Josefin Crafoord (istället för Ann) Sändningsdatum: 12 mars 2010

### Säsong 3
Sändes hösten 2010
1. Gäst: Thorsten Flinck Sändningsdatum: 2010
2. Gäst: Agneta Sjödin
3. Gäst: Elisabeth Höglund
4. Gäst: Jonas Gardell
5. Gäst: Plura Jonsson och Andreas Carlsson
6. Gäst: Hasse Aro och Soran Ismail
7. Gäst: Martin Timell
8. Gäst: Mark Levengood och Niklas Strömstedt
9. Gäst: Rickard Olsson och David Batra
10. Gäst: Helena Bergström

### Säsong 4
Sändes våren 2011
1. Gäst: Marcus Schenkenberg
2. Gäst: Ulf Brunnberg
3. Gäst: Lena Philipsson
4. Gäst: Pär Lernström och Lars Ohly
5. Gäst: Maud Olofsson
6. Gäst: Fredrik Wikingsson och Eva Dahlgren
7. Gäst: Jessica Almenäs
8. Gäst: Lennart Ekdal
9. Gäst: Robert Aschberg
10. Gäst: Ola Rapace
11. Gäst: Göran Hägglund
12. Gäst: Gustav Fridolin
13. Gäst: Hans Wiklund och Anna Hibbs
14. Gäst: Jonas Inde
15. Gäst: Leif Mannerström och Anders Kraft
16. Gäst: Jenny Strömstedt
17. Gäst: Anders Timell och Martin Stenmarck
18. Gäst: Anders Lundin
19. Gäst: Mona Sahlin
20. Gäst: Orup
21. Gäst: Alexander Nilson
22. Gäst: Filip Hammar
23. Gäst: Gry Forssell och Måns Zelmerlöw

### Säsong 5
Sändes hösten 2011
1. Gäst: Håkan Juholt
2. Gäst: Kjell Sundvall och Fredrik Virtanen
3. Gäst: Frank Andersson och Mårten Andersson
4. Gäst: Jan Guillou
5. Gäst: Malou Von Sivers med chihuahuan Tango
6. Gäst: Henrik Dorsin
7. Gäst: Markus Birro
8. Gäst: Henrik Lundqvist
9. Gäst: David Hellenius
10. Gäst: Camilla Läckberg och maken Martin Melin
11. Gäst: Jonas Gardell
12. Gäst: Alexander Bard
13. Gäst: Pernilla Wahlgren
14. Gäst: Martin "E-type" Eriksson
15. Gäst: Jesper Börjesson
16. Gäst: Timbuktu
17. Gäst: Daniel Breitholtz och Sibel Redzep
18. Gäst: Stina Dabrowski
19. Gäst: Ernst Kirchsteiger
20. Gäst: Magnus Uggla

### Säsong 6
Sändes våren 2012
1. Gäst: Marko ”Markoolio” Lehtosalo
2. Gäst: Gry Forssell
3. Gäst: Thorsten Flinck
4. Gäst: Fredrik Wikingsson
5. Gäst: Peter Settman
6. Gäst: Linda Bengtzing och Sanna Lundell
7. Gäst: Molly Sandén
8. Gäst: Thomas Bodström
9. Gäst: Claes Elfsberg
10. Gäst: Loreen
11. Gäst: Johan Rabaeus
12. Gäst: Anders "Arga Snickaren" Öfvergård
13. Gäst: Babben Larsson
14. Gäst: Sven Wollter
15. Gäst: Henrik Schyffert
16. Gäst: Gina Dirawi
17. Gäst: Jonas Gardell
18. Gäst: Ebba Von Sydow
19. Gäst: Mikael Leijnegard
20. Gäst: Arne Hegerfors

### Säsong 7
Sändes hösten 2012
1. Gäst: Plura Jonsson
2. Gäst: Isabel Adrian
3. Gäst: Agneta Sjödin
4. Gäst: Pär Lernström
5. Gäst: Hasse Aro
6. Gäst: Orup
7. Gäst: Gunilla Persson
8. Gäst: Sofi Fahrman
9. Gäst: Erik Haag
10. Gäst: Maja Ivarsson
11. Gäst: Lill-Babs
12. Gäst: Jonas Gardell
13. Gäst: Jessica Almenäs
14. Gäst: Ison Glasgow
15. Gäst: Niklas Strömstedt
16. Gäst: Anders Timell
17. Gäst: Ulf Malmros
18. Gäst: Fredrik Wikingsson

### Säsong 8
Sändes våren 2013
1. Gäst: Martin Timell
2. Gäst: Kristoffer Appelquist
3. Gäst: Jenny Strömstedt
4. Gäst: Annika Lantz
5. Gäst: Marko Lehtosalo
6. Gäst: Petter Askergren
7. Gäst: Eric Saade
8. Gäst: Adam Alsing
9. Gäst: Mårten Andersson
10. Gäst: Patrick Grimlund
11. Gäst: Dan Ekborg
12. Gäst: Tony Irving

### Säsong 9
Sändes hösten 2013
1. Gäst: Krister Henriksson
2. Gäst: Eva Röse
3. Gäst: Martin Schibbye
4. Gäst: Henrik Dorsin
5. Gäst: Fredrik Eklund
6. Gäst: David Batra
7. Gäst: Måns Möller
8. Gäst: Johannes Brost
9. Gäst: Leila Lindholm
10. Gäst: Camilla Läckberg
11. Gäst: Pernilla Wahlgren
12. Gäst: Anders Bagge
13. Gäst: Mikael Tornving
14. Gäst: Alexandra Rapaport
15. Gäst: Jan Guillou
16. Gäst: Peter Jöback